# Rathaus Köpenick
Das Rathaus Köpenick befindet sich in der Straße Alt-Köpenick 21 im Berliner Bezirk Treptow-Köpenick, Ortsteil Köpenick. Es wurde 1901 bis 1905 anstelle eines Vorgängerbaus für die damals eigenständige brandenburgische Stadt Cöpenick (seit 1. Januar 1931 Schreibung: Köpenick) erbaut. Das zwischen 1927 und 1949 in Abschnitten nochmals erweiterte Bauwerk steht seit 1982 unter Denkmalschutz.

## Vorgeschichte
Das aufkommende junge Bürgertum benötigte im 18. Jahrhundert einen Repräsentationsbau für die neuen Aufgaben im Gemeinwesen als Ratsstube. In der Amtszeit des Cöpenicker Bürgermeisters Georg Friedrich Cardinal von Widdern wurde 1763 an der ehemaligen Schloßstraße (seit Mitte des 20. Jahrhunderts: Alt-Köpenick) Ecke Rosenstraße – in Nähe zum Schloss Köpenick – der Vorgängerbau des heutigen Rathauses Köpenick errichtet. Der zweigeschossige Putzbau unterschied sich in seiner Erscheinungsform von den vornehmeren Bürgerhäusern der Umgebung fast nur durch einen mit dem Stadtwappen versehenen Dreiecksgiebel, wie die meisten gotischen Rathäuser.
Am 20. November 1896 stellte der damalige Bürgermeister Gustav Borgmann den Stadtverordneten sein Konzept für einen Rathaus-Neubau vor, das vom 200 m² großen Sitzungssaal und einer feuersicheren Plankammer bis zu einer Gasbeleuchtungs-, Zentralheizungs- und Ventilationsanlage für die 72 Büroräume alles enthielt, was für ein modernes Verwaltungsgebäude wünschenswert und finanzierbar erschien.
Nach einer zweijährigen Bedenkzeit befürworteten die Stadtverordneten am 16. Dezember 1898 das Projekt. Für die Ausführung des auf 375.000 Mark (kaufkraftbereinigt in heutiger Währung: rund 3 Millionen Euro) Rohbau-Kosten veranschlagten Bauwerkes stellten die Stadtväter am 4. Februar 1901 den bis dahin in Bonn-Poppelsdorf tätigen Architekten und ehemaligen Regierungsbaumeister Hans Schütte ein, der die Rathauskommission mit seinen Entwürfen überzeugte. Schütte zog aber schon im November 1901 der Köpenicker Baustelle den lukrativeren Posten des Gemeinde-Baubeamten im benachbarten Lichtenberg vor und suchte nur noch vertragsgemäß dreimal wöchentlich den Bauplatz auf.
Mit der Weiterführung des Rathausprojektes beauftragte der Köpenicker Magistrat den in Charlottenburg ansässigen Architekten Hugo Kinzer, der sich mit Schütte abstimmte und mit ihm gemeinsam das Bauprojekt vorantrieb.

## Neues Rathausgebäude

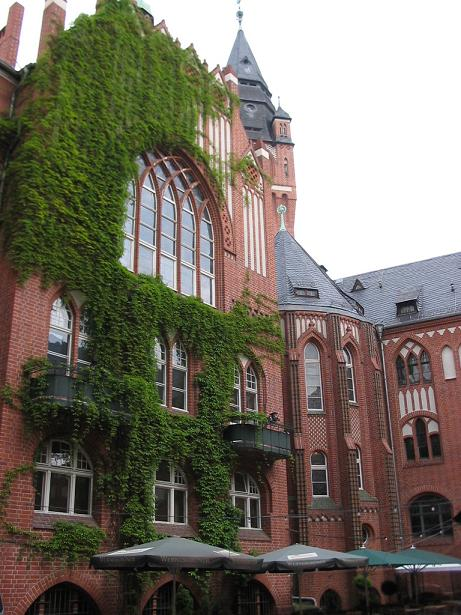
Innenhof des Rathauses Köpenick

Die Baupläne von Hans Schütte und Hugo Kinzer sahen die Errichtung eines dreigeschossigen Eckgebäudes mit einem 54 Meter hohen Turm als „ragenden Eckstein des neuen Rathausbaus“ vor. Dieser wird durch die Verwendung von Stilelementen der mittelmärkischen Backsteingotik betont, der einen würdigen Stadtmittelpunkt schaffen sollte. Die Bausumme musste schon im Juli 1901 – vor dem ersten Spatenstich – um 25.000 Mark auf 375.000 Mark korrigiert werden. Als Bauplatz diente das Gelände, auf dem das bisherige Rathaus stand. Dieses, das benachbarte Polizeigebäude und einige Privatwohnhäuser sollten dafür dem Neubau Platz machen. Vorausschauend wurde ein zwei Meter breiter Streifen zur damaligen Schloßstraße freigehalten, um Platz für eine spätere Straßenverbreiterung zu lassen.
Der Neubau wurde in zwei Bauabschnitten ausgeführt, weil das alte Rathaus und das Polizeigebäude während der Bauzeit in Benutzung bleiben sollten, bis ein Umzug in das neue Gebäude möglich schien. Nach einer Bauzeit von 13 Monaten wurde am 15. August 1902 der erste Bauabschnitt an der Ecke Rosen- und Böttcherstraße der städtischen Verwaltung zur Nutzung übergeben, sodass am 20. Oktober 1902 mit dem Umzug des Bürgermeisters Borgmann der Abbruch des alten Rathauses und der zweite Bauabschnitt mit dem Hauptteil an der Ecke Schloß-/Rosenstraße begann. Die offizielle Grundsteinlegung dafür erfolgte am 8. Dezember 1902 im Fundament des Rathausturmes. Dieser Grundstein ist seitdem in der Ratsherrenstube des Ratskellers sichtbar. Er enthält unter anderem ein Fünf-Mark-Stück aus dem Jahr 1902, Fotografien des alten Rathauses und eine Ansicht von Cöpenick von der Wasserseite, ein Exemplar des städtischen Verwaltungsberichtes von 1901, Ausgaben der Zeitungen Cöpenicker Dampfboot und Cöpenicker Tageblatt, ein Standesamtsverzeichnis und ein Adressbuch jeweils von 1902.
Am 30. Juni 1903 wurde über dem Stadtverordneten-Sitzungssaal der Dachstuhl aufgerichtet und der Neubau zur Rohbauabnahme angemeldet. Von August bis Oktober 1903 legte ein Bauarbeiterstreik alle weiteren Bauarbeiten lahm, sodass die für 1904 vorgesehene Einweihung zum Ende der Amtszeit von Bürgermeister Borgmann scheiterte. Dieser wurde am 1. April 1904 pensioniert. Sein Nachfolger im Amt wurde Georg Langerhans.
Im Dezember 1904 war der gesamte vordere Rathausteil bis auf die Ausstattung des Stadtverordneten-Sitzungssaals vollendet, sodass die im Hauptbau befindlichen Büroräume und die Dienstwohnungen des Bürgermeisters, Polizeiinspektors und Hausmeisters bezogen werden konnten. Am 1. April 1905 erfolgte die Eröffnung des Ratskellers mit einem Gastsaal, zwei Gastzimmern und Weinkellern. Im Keller befand sich auch die Hausmeisterwohnung. Im September kam es auch zur Einweihung des großen Sitzungssaals.

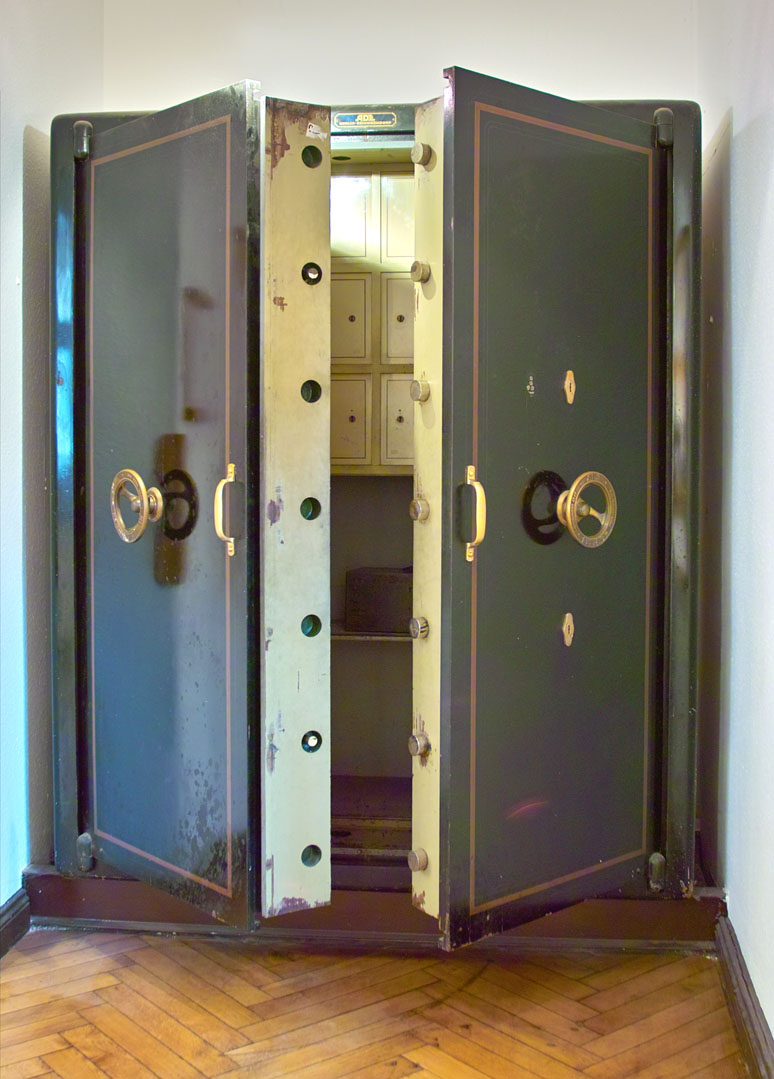
Historischer Tresor im Ausstellungsraum des Rathauses

Im Erdgeschoss befanden sich 20 Büroräume, die Wohnungs- und Diensträume der Polizei und die Räume der Städtischen Sparkasse mit Tresorraum. Im ersten Obergeschoss gab es 25 Büroräume, die Wohn- und Diensträume des Bürgermeisters, einen kleinen Sitzungssaal des Magistrats und drei Räume für das Standesamt. Im zweiten Obergeschoss folgten 22 Büroräume und der Stadtverordneten-Sitzungssaal. Im dritten Stockwerk gab es noch weitere fünf Büroräume.
Neben den 375.000 Mark für den Rohbau mussten für die Innenausstattung weitere 135.000 Mark aufgebracht werden. Für den Erwerb der Baugrundstücke kamen zusätzliche 122.000 Mark hinzu. Die Gesamtkosten beliefen sich letztlich auf 633.500 Mark (kaufkraftbereinigt in heutiger Währung: rund 4,90 Millionen Euro). Am 7. Oktober 1905 nahm Georg Langerhans die offizielle Einweihung vor.

## Hauptmann von Köpenick

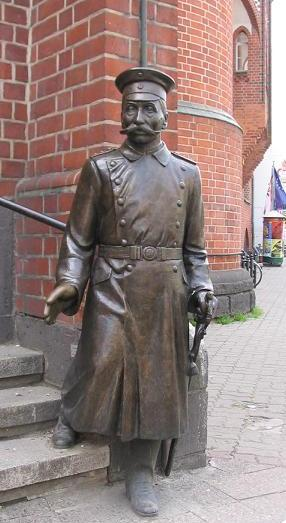
Bronzestatue des Hauptmanns von Köpenick neben dem Eingang

Weltbekannt wurde das neue Köpenicker Rathaus genau ein Jahr nach seiner Einweihung, als der 57-jährige arbeitslose Schuster Friedrich Wilhelm Voigt am 16. Oktober 1906 in einer zuvor erworbenen Hauptmannsuniform des 1. Garde-Regiments mit zehn herbeikommandierten Soldaten Bürgermeister Georg Langerhans verhaftete, um sich der Stadtkasse zu bemächtigen. Der gelungene Streich flog erst nach dem Verschwinden des mehrfach Vorbestraften auf und der zehn Tage später verhaftete Voigt ging als Hauptmann von Köpenick in die Geschichte ein.
Vor dem Haupteingang des Rathauses wurde 1996 eine Skulptur für den Hauptmann von Köpenick aufgestellt. Die Bronzestatue entstand nach Entwurf des Armeniers Spartak Babajan in der Kunstgießerei Seiler. Am Rathaus wurde auch eine Berliner Gedenktafel für Voigt angebracht.

## Rathauserweiterungen
Die Stadt Köpenick wurde 1920 als 16. Verwaltungsbezirk nach Groß-Berlin eingemeindet. Durch die Zuordnung weiterer Gemeinden wie Friedrichshagen und Rahnsdorf zum neuen Bezirk stieg die Bevölkerungszahl des Bezirks von 35.000 auf 63.000 Personen. Damit war das für damalige Verhältnisse großzügig errichtete Verwaltungsgebäude schon 15 Jahre später zu klein.
Im August 1923 wurden die acht Zellen des auf dem Hof befindlichen Polizeigefängnisses zu weiteren Büroräumen umgebaut. Vier Jahre später entschied die Ratsversammlung unter Bürgermeister Robert Kohl, im unmittelbaren Anschluss an den Altbau im Verlauf der Böttcherstraße einen ersten Erweiterungsbau zu errichten, der sich gestalterisch und architektonisch am Altbau orientierte. Dieses Erweiterungsgebäude mit 35 Büro- und acht Kellerräumen wurde am 11. Mai 1927 zur Nutzung übergeben, sodass die bis dahin nach Friedrichshagen ausgelagerte Bauabteilung in das Rathaus zurückkehren konnte.
Am 17. Dezember 1936 wurde ein weiteres Neubauprojekt mit der nun umfangreichsten Erweiterung vorgeschlagen. Geplant waren 122 Büroräume, ein weiterer großer Versammlungsraum und neue Geschäftsräume für die Berliner Stadtbank. Dazu sollte abermals der Flügel in der Böttcherstraße erweitert werden, aber auch der Altbau an der Schloßstraße. Ein kurvenartiger Verbindungstrakt auf dem Rathausinnenhof sollte beide Flügel in Südrichtung verbinden. Für die mit 900.000 Mark veranschlagten Baumaßnahmen erfolgte der Abriss mehrerer Wohnhäuser in Böttcher- und Schloßstraße sowie des bisherigen zweiten Treppenhauses am Südgiebel des historischen Rathauses. Der nationalsozialistische Bürgermeister Karl Mathow nahm am 19. April 1938 die Grundsteinlegung vor. Die Bauarbeiten waren Stadtbaudirektor Rundschmidt und Magistratsoberbaurat Herbert Hennings aus Berlin-Wilmersdorf übertragen worden. Aufgrund des Kriegsbeginns 1939 kam der Erweiterungsbau über das Rohbaustadium nicht mehr hinaus und wurde erst nach dem Zweiten Weltkrieg im März 1949 vollendet. Die Anzahl der Diensträume erhöhte sich auf etwa 320.
Diesem Erweiterungsabschnitt sollte zu Beginn der 1940er Jahre noch ein weiterer folgen, der die beiden Rathausflügel unter Abriss der erhaltenen historischen Bebauung bis zum Schloßplatz verlängern und dort zum Platz hin abermals verbinden sollte. Dabei prognostizierten die NS-Behörden eine Verdoppelung der Bevölkerungszahlen in Köpenick in den nächsten Jahrzehnten. Zu diesen Baumaßnahmen kam es aber ebenfalls nicht mehr.
Nach dem Mauerfall, ab 1990 entstanden durch Ausbau der Dachetagen 20 weitere Büroräume, sodass seit 2010 nunmehr insgesamt 340 im Rathaus vorhanden sind.
In den 2010er Jahren begann eine Sanierung des Rathausinnenhofes, bei der im Frühjahr 2014 Mauerreste des ersten Rathauses aus den Jahren 1720–1750 freigelegt wurden. Weil das Denkmalpflegeamt und Archäologen bei solchen Arbeiten ein Mitspracherecht haben, musste nun entschieden werden, wie mit diesen Funden umgegangen wird. Die Sanierungsarbeiten dauerten deshalb einige Jahre länger als geplant.

## Architektur

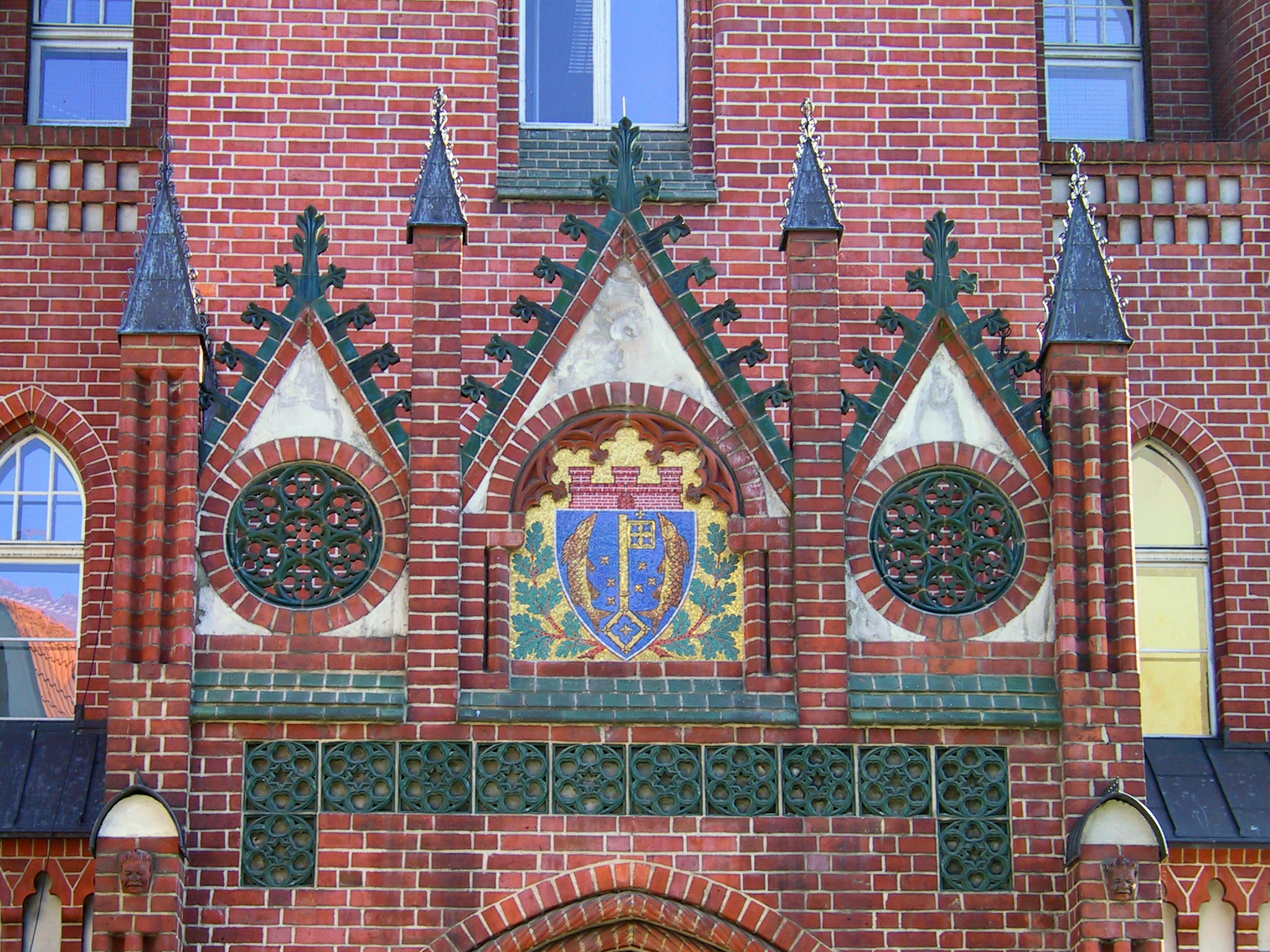
Wappen Köpenicks über dem Haupteingang, Glasmosaik der Firma Puhl & Wagner

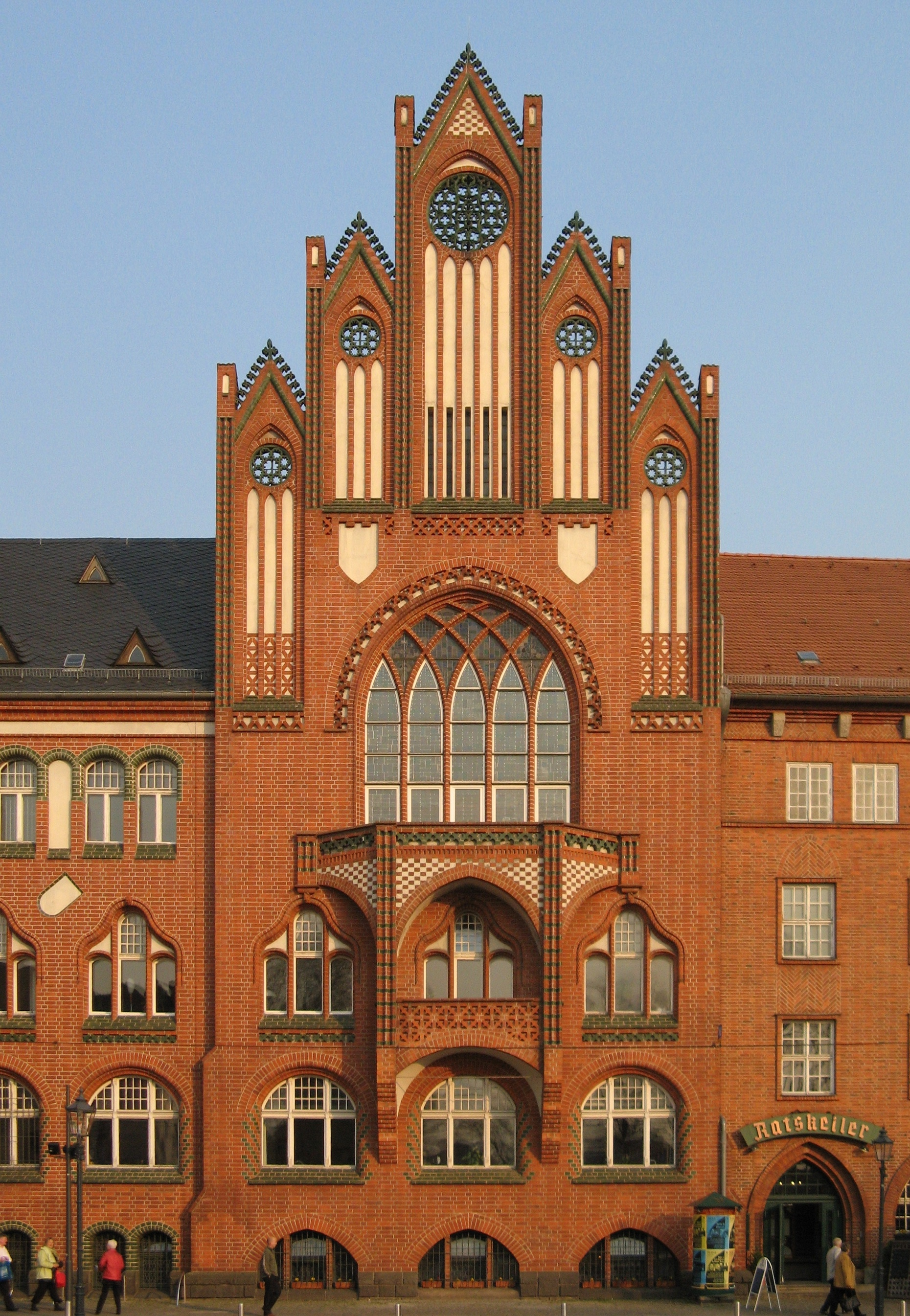
Mittlerer Teil der Vorderfront mit dem Stadtverordneten-Sitzungssaal hinter den Fenstern

Herausragend nach außen ist die im Stil der märkischen Backsteingotik gestaltete Außenfassade mit Rathenower Verblendsteinen. Diagonal gestellt erhebt sich zur Einmündung Rosenstraße/Alt-Köpenick der Eckturm mit Rathausuhr. Der Eingangsbereich erinnert an ein mittelalterliches Kloster.
Das Haupttreppenhaus mit einer dreiarmigen Treppe zwischen aus Sandstein gehauenen romanischen Säulen, deren einzelne Kapitelle vom Kopf eines Fischers, eines Stadtschreibers, eines Stadtpolizisten und eines Maurers geschmückt werden, weist nach außen bleiverglaste Fenster auf, die in Ornamenten Bilder des städtischen Gewerbelebens zeigen. Die Gewölbe der Podeste und Korridore sind als Kreuzkappengewölbe gearbeitet. In den Wänden sind Schmuckfliesen mit Jugendstilornamenten eingearbeitet, die neben den sonst historisierenden Formen auf den gerade aufkommenden Zeitgeschmack der Erbauungszeit verweisen.
Der historische Stadtverordneten-Sitzungssaal mit kunstvollen Holzarbeiten und nur teilweise noch in der ursprünglichen Fassung erhaltenen Monumentalfenstern bildet die Krönung der Ausstattung. Die Bleiglasfenster des Sitzungssaales stellten ursprünglich zum Luisenhain gerichtet Szenen aus dem Wäscherei- und Färbereiunternehmen W. Spindler dar, dessen späterer Eigentümer Carl Spindler auch Ehrenbürger der Stadt Köpenick war. Unten – noch erhalten – werden markante Gebäude der Stadt Köpenick gezeigt.
Das Fenster zum Innenhof zeigte in der Mitte das neue Rathaus mit Stadtwappen, links davon Bilder aus dem Fischereigewerbe und rechts Szenen aus der Bauzeit des Rathauses. Unten, ebenso noch erhalten, wird ein Festzug von Köpenickern dargestellt. Obwohl das Rathaus Köpenick im Bereich des Sitzungssaales im Zweiten Weltkrieg keine Zerstörungen durch Bombentreffer hatte, sind die oberen, großen Schmuckfenster zwischen 1944 und 1946 spurlos verschwunden.
Bei einer grundlegenden Renovierung wurde 1954 ein Teil der historischen Wandgestaltung im Sitzungssaal übermalt und damit weitgehend zerstört.
Der historische Ratskeller diente seit seiner Eröffnung stetig als Restaurant, wurde aber nach der Wende geschlossen, weil der Betreiber, die HO, abgewickelt wurde. Im Jahr 1998 fanden sich neue Betreiber für die schönen Gewölbe – der Ratskeller Köpenick wurde saniert und als Restaurant • Jazzkeller • Theater wieder eröffnet. Er verfügt über Räume in verschiedenen Größen und für unterschiedliche Ansprüche: den Gewölbekeller, ein Festzimmer, ein Kaminzimmer, die Zille-Galerie, das Nante-Eck und die beiden Terrassen Spree & Dahme.
Im Jahr 2005 fand in Vorbereitung der Festlichkeiten 100 Jahre Rathaus Köpenick eine umfassende Rekonstruktion des Sitzungssaals und des Treppenhauses nach Denkmalsvorgaben statt, in der weite Teile der historischen Ausgestaltung (sofern noch vorhanden) wiederhergestellt werden konnten.

## Nutzung seit 2001 und Ausstellung über das Amtsgebäude
Das Rathaus Köpenick war bis zum 1. Januar 2001 Sitz von Bezirksamt und Bezirksverordnetenversammlung (BVV) des Verwaltungsbezirks Köpenick. Mit der Bezirksfusion 2001 verlor es den Rathausstatus und ist nun Sitz mehrerer Abteilungen des Bezirksamtes von Treptow-Köpenick, so auch des Bezirksbürgermeisters. Die Bezirksverordneten und das Büro der BVV haben ihren Sitz seitdem im Rathaus Treptow.

## Sanierung 2021–2025
Im Jahr 2019 wurde die Planung einer umfassenden Innensanierung des Rathauses bekanntgegeben. So sollte die Kantine umgebaut und der Brandschutz erneuert werden. Die Kosten betrugen schätzungsweise zehn Millionen Euro. Die meisten im Rathaus untergebrachten Ämter mussten dazu umziehen; das Standesamt zog beispielsweise ab Oktober 2021 übergangsweise in das Rathaus Treptow. Die Arbeiten sollen im ersten Quartal 2025 mit dem Rückumzug der verlegten Ämter abgeschlossen werden.

## Bürgermeister im Rathaus Köpenick
Quelle bis zum Jahr 2002: Luisenstädtischer Bildungsverein
| Zeitraum  | Name               | Partei                      | Bemerkungen                                             |
| --------- | ------------------ | --------------------------- | ------------------------------------------------------- |
| 1904–1918 | Georg Langerhans   | Deutsche Fortschrittspartei |                                                         |
| 1918–1921 | Ludwig Behnke      | SPD                         | ab 1921: Bezirksbürgermeister                           |
| 1921      | Martin Franz       | parteilos                   |                                                         |
| 1921–1923 | unbesetzt          |                             |                                                         |
| 1923–1929 | Robert Kohl        | SPD                         |                                                         |
| 1929–1933 | Martin Franz       | parteilos                   |                                                         |
| 1933–1945 | Karl Mathow        | NSDAP                       |                                                         |
| 1945–1946 | Gustav Kleine      | KPD, dann SED               |                                                         |
| 1946–1948 | Fritz Bessen       | SPD                         |                                                         |
| 1948–1951 | Gustav Kleine      | SED                         |                                                         |
| 1951–1961 | Fritz Schiller     | SED                         |                                                         |
| 1961–1967 | Herbert Fechner    | SED                         |                                                         |
| 1967–1989 | Horst Stranz       | SED                         |                                                         |
| 1989–1990 | Wilfried Engel     | SED                         |                                                         |
| 1990–1992 | Monika Höppner     | SPD                         |                                                         |
| 1992–2000 | Klaus Ulbricht     | SPD                         |                                                         |
| 2001–2006 | Klaus Ulbricht     | SPD                         | ab 2001 Bezirksbürgermeister im Bezirk Treptow-Köpenick |
| 2006–2011 | Gabriele Schöttler | SPD                         |                                                         |
| seit 2011 | Oliver Igel        | SPD                         |                                                         |